# Seleção Zanzibarita de Futebol
A Seleção Zanzibarita de Futebol é a equipe que representa o Zanzibar nas competições de futebol, e é controlada pela Associação de Futebol do Zanzibar. A seleção é membro associado da CAF, portanto, não é um membro pleno da CAF e não pode disputar competições como a Copa Africana de Nações. Além disso, também não é membro da FIFA. Porém, é membro pleno da CECAFA, desde 1973.

## História
Zanzibar não é um membro da FIFA, e portanto, não é elegível para entrar na Copa do Mundo. A ilha pertence à Tanzânia, que detém reconhecimento da FIFA a nível internacional. Antes da união de Zanzibar e Tanganica, em 1964, Zanzibar era um membro totalmente independente da Confederação Africana de Futebol (CAF), mas nunca se classificou para a Copa Africana de Nações. Foi também membro associado da FIFA entre 2007 e 2009.
Zanzibar foi um membro provisório da NF-Board. A equipe ficou em 2º lugar no torneio FIFI Wild Cup de 2006, perdendo por 4-1 nos pênaltis para a República Turca do Chipre do Norte na final. Para esse torneio, eles foram treinados pelo comediante alemão Oliver Pocher.
Sua equipe Sub-20 também disputou a ELF Cup em 2006, terminando em quarto lugar, vencendo um jogo (1 a 0 contra o Quirguistão) e empatando duas vezes (contra Gagauzia e Groenlândia) antes de perder por 5 a 0 para o Chipre do Norte na semifinal. Eles jogam regularmente na Copa CECAFA, que inclui equipes nacionais da África Central e Oriental, e em 1995 eles se tornaram campeões, vencendo a partida final por 1 a 0 contra a nação anfitriã, a Uganda. Na Copa CECAFA de 2015, eles venceram derrotando o Quênia por 3 a 1.
Em 18 de julho de 2010, Zanzibar teve que começar de novo e encontrar um novo treinador depois que o recém-recrutado britânico, Stewart Hall, foi forçado a rescindir seu contrato por razões técnicas.
Em março de 2017, Zanzibar foi admitido na CAF, tornando-se o 55º membro pleno, porém 4 meses depois isso foi revogado, e Zanzibar retornou ao status de membro associado.

## Títulos
| CONTINENTAIS | CONTINENTAIS | CONTINENTAIS | CONTINENTAIS |
|              | Competição   | Vezes        | Ano          |
| ------------ | ------------ | ------------ | ------------ |
|              | Copa CECAFA  | 1            | 1995         |

## Treinadores
- Gheorghe Dungu (1972–1974)
- Oliver Pocher (2005–2006)
- Abdel-Fattah Abbas (2006–2008)
- Souleyman Sané (2008–2011)
- Stewart Hall (2010)
- Hemed Morocco (2017–2021)
- Hababuu Ali Omar (2021–)